# Châlons-en-Champagne
Châlons-en-Champagne (wymowaⓘ, do 1998 Châlons-sur-Marne, łac. Catalaunum) – miasto i gmina w Szampanii w północnej Francji, stolica departamentu Marna. Według danych na 2016 populacja miasta wynosiła 44 980 osób, a gęstość zaludnienia – 1727 osób/km². Populacja całej aglomeracji w 2015 wynosiła 81 858 osób.

## Historia
Wielu historyków uważa, że bitwa na Polach Katalaunijskich odbyła się w pobliżu tego miasta w 451 r. Bitwa toczyła się między rzymskim wodzem Aecjuszem, któremu towarzyszyli Wizygoci pod wodzą swego króla Teoderyka, a Hunami dowodzonymi przez ich króla Attylę z ich sojusznikami. W latach 1897–1938 w mieście działała sieć tramwajowa. W latach 1956–2015 Châlons-en-Champagne było stolicą regionu Szampania-Ardeny.

## Zabytki

### Ratusz
Początki samorządu miejskiego sięgają wojny stuletniej, gdy biskup sprawujący władzę nad miastem zezwolił na powstanie lokalnej administracji, w ramach której mieszkańcy zarządzali funduszem obronnym. W latach 1417–1418 przekształciła się ona w Radę Miasta.
Pierwszy ratusz rozpoczęto budować w miejscu dawnego szpitala w 1533. Renesansowy budynek ukończono w 1612, jednak szybko uznano go za obiekt niepraktyczny i źle zaprojektowany. W 1771 roku został wyburzony. W tym samym roku z inicjatywy intendenta Szampanii Gasparda-Louisa Rouillégo, rozpoczęto budowę nowego ratusza. Zakończono ją w 1776, a nowy obiekt łączył trzy funkcje: administracyjną, sądowniczą i więzienną. W latach 1777–1778 do głównej fasady dodano reprezentacyjne rzeźby lwów.
Budowa ratusza stanowiła część większego planu urbanizacyjnego, w ramach którego wybudowano obok korespondujące z nim stylem kamieniczki oraz zburzono kościół Saint-Germain. Do najstarszych znajdujących się w pobliżu budynków (od strony kościoła Saint-Alpin) dodano nowe fasady. Stworzono w ten sposób reprezentacyjny plac w centrum miasta w stylu klasycyzmu francuskiego.
Główna fasada ratusza została wyróżniona przez sześć jońskich kolumn oraz tympanon, na którym umieszczono alegorię Châlons-en-Champagne: kobietę w koronie w kształcie murów. Jest ona otoczona przez putta oraz symbole bogactwa winiarskich okolic miasta: kiście winorośli i beczkę z winem.

### Cyrk
Cyrk w Châlons-en-Champagne jest jednym z ośmiu wciąż istniejących stałych cyrków we Francji. Został zaprojektowany przez miejskiego architekta w 1892; otwarcie dla publiczności nastąpiło w 1899. Składał się z trzech części: sali cyrkowej; stajni pełniących także funkcję przebieralni; kawiarni w osobnym budynku na tyłach. W budynku organizowano głównie widowiska cyrkowe, ale także koncerty i inne występy. W czasie I wojny światowej wytwarzano w nim materiały kamuflujące. W latach 1919–1938 służył jako kino, a w czasie II wojny światowej jako magazyn masek przeciwgazowych. W późniejszych latach przestrzeń wewnątrz cyrku wykorzystywano głównie dla celów sportowych. W latach 80. XX wieku poddano go przebudowie i renowacji; m.in. dawną kawiarnię połączono z pozostałymi częściami obiektu i przekształcono w akademik. Od 1986 roku jest siedzibą francuskiego Narodowego Centrum Sztuk Cyrkowych (CNAC), pełniącego m.in. funkcję szkoły cyrkowej. W 2010 przeprowadzono renowację, która przywróciła budynkowi część dawnego wyglądu (przywrócono pierwotną kolorystykę i część dekoracji).

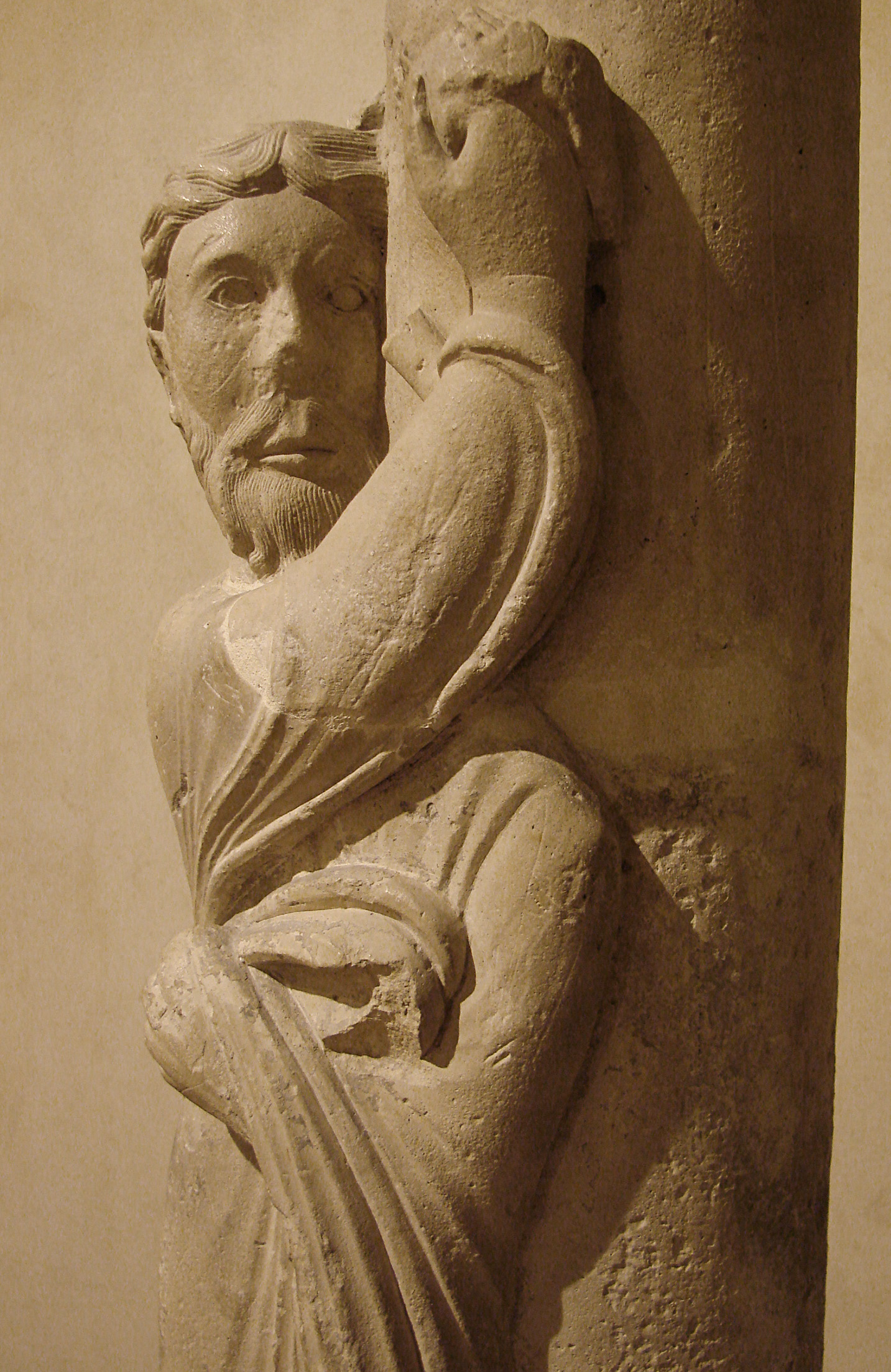
Cloître Notre-Dame-en-Vaux

### Kolegiata Notre-Dame en Vaux
Pierwszą kaplicę w tym miejscu wybudowano w IX w., a w 1114 roku wzniesiono romański kościół, który zawalił się w 1157. W 1217 roku postawiono obecny obiekt, a jego kolejny przebudowy miały miejsce w XIII, XV i XIX w. Kościół jest słynny ze względu na karylion z 1858. Został wpisany na listę światowego dziedzictwa UNESCO jako jeden z najważniejszych obiektów francuskiej części Drogi Św Jakuba.

### Katedra Saint-Étienne
Katedra z XIII wieku, po licznych przebudowach. Pierwszy kościół w tym miejscu został wybudowany najprawdopodobniej już w X wieku.

### Porte Sainte-Croix
Brama w kształcie łuku tryumfalnego z 1770, wybudowana w miejscu dawnej głównej bramy w murach miejskich z 1536. Była elementem szerszego planu przebudowy miasta przez intendenta Szampanii Gasparda-Louisa Rouillégo. Argumentem dla pozyskania środków na jej budowę było upiększenie miasta dla delfiny Francji Marii Antoniny, która zatrzymała się w Châlons-en-Champagne w drodze do Paryża.

### Kanały
W mieście znajduje się sieć kanałów (główne to Mau i Nau), częściowo podziemnych. Można zwiedzać je podczas podróży łódkami.

### Hôtel de l’Intendance
Budynek jest siedzibą przedstawicieli władz państwowych – najpierw intendenta Szampanii, a od 1800 – prefekta departamentu Marna. Początkowo przedstawiciele króla mieszkali w różnych prywatnych domach. W latach 1759–1771 wybudowano dla nich stałą siedzibę na miejscu wcześniej istniejącego Hôtel de la Monnaie. Nowy obiekt był elementem szerszego planu przebudowy miasta przez intendenta Szampanii Gasparda-Louisa Rouillégo. Wejście na teren rezydencji umiejscowiono od strony Rue Sainte-Croix (dziś Rue Carnot), prowadzącej od Porte Sainte-Croix, natomiast ogród wychodzi na reprezentacyjny Cours d’Ormesson (oba zaprojektował Jean-Joseph Colluel) i kanał Mau. Całość składa się z trzech skrzydeł: głównego od strony ogrodu i dwóch od strony ulicy.

### Château du Marché
Wielokrotnie przebudowywany obronny most nad kanałem Nau, który obecnie w tym miejscu wpływa pod ziemię.

### Portal de l’Hôtel-Dieu
Brama średniowiecznego szpitala, rozbudowanego w XIX wieku. Szpital został poważnie uszkodzony w czasie bombardowań w 1940 i później rozebrany. Ocalona brama została wbudowana w siedzibę poczty, która powstała w tym samym miejscu w 1970.

## Rekreacja

### Grand Jard
Teren, na którym obecnie znajduje się Grand Jard został odkupiony przez miasto od biskupstwa w XVIII w. W ramach szerszego planu przebudowy miasta przez intendenta Szampanii Gasparda-Louisa Rouillégo park przebudowano w stylu francuskim i połączono reprezentacyjnym Cours d’Ormesson z Hôtel de l’Intendance. Grand Jard sąsiadował wtedy z portem rzecznym. W 1872 roku do rosnących tu wiązów dosadzono kasztanowce i lipy. W 1885 roku w centrum parku wybudowano małą estradę; do 1925 roku była ona oświetlana lampami gazowymi. Latem w Grand Jard budowana jest prowizoryczna plaża miejska.

### Petit Jard
Park Petit Jard został założony w 1861 jako miejsce prezentacji okazów drzew w czasie targów rolniczych. Ze względu na ogromną popularność wśród mieszkańców teren z czasem przekształcił się w miejski park, a od 1938 – w arboretum. Dziś można w nim znaleźć ponad 200 gatunków drzew, domek dla łabędzi z XIX w., fontannę oraz współczesne rzeźby reprezentujące cztery pory roku. Park jest przecięty przez kanał Nau.

### Jard Anglais
Park Jard Anglais został założony w 1818 roku w stylu angielskim, stanowiąc przeciwwagę dla francuskiego w stylu Grand Jard. Pomiędzy tymi dwoma parkami wzniesiono w 1880 stałą kładkę nad oddzielającym je kanałem. Jard Anglais został znacząco przebudowany po burzy z 1999, która dokonała w nim dużych zniszczeń.

## Związani z miastem
- Nicolas Appert (1749–1841), wynalazca metody puszkowania żywności
- Xavier Bertrand (ur. 1965), polityk
- David Blondel (1591–1655), protestancki duchowny
- Jean Cabut znany jako Cabu (1938–2015) rysownik prasowy i autor komiksów
- Jacques Massu (1908–2002), generał – uczestnik wielu wojen Francji
- Jean Talon (1626–1694), pierwszy intendent Nowej Francji
- Adolphe Willette (1857–1926), malarz

## Miasta partnerskie
- Bobo-Dioulasso
- Ilkeston
- Mirabel
- Neuss
- Razgrad
- Wittenberge

## Galeria zdjęć

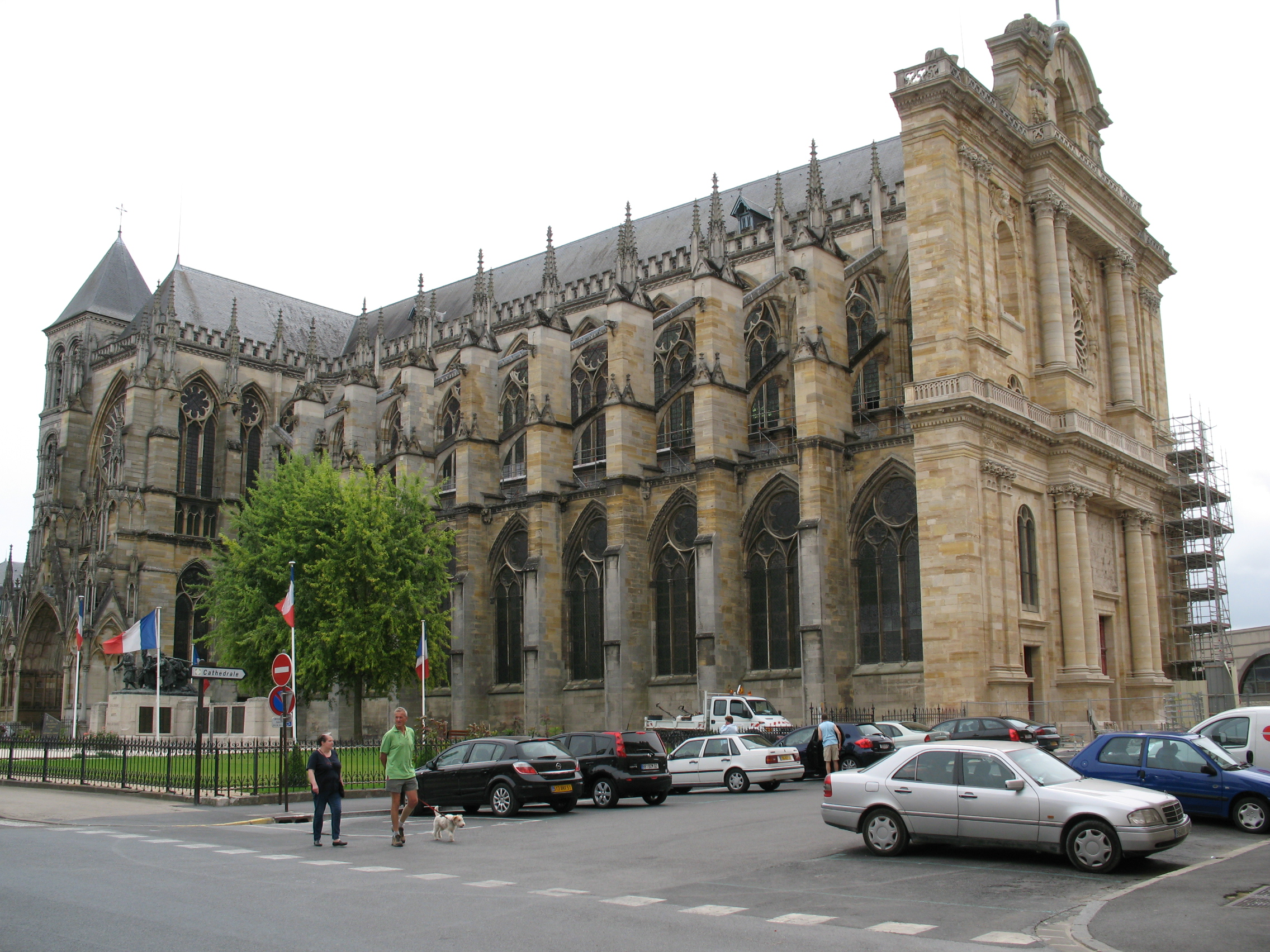
Katedra St. Etienne
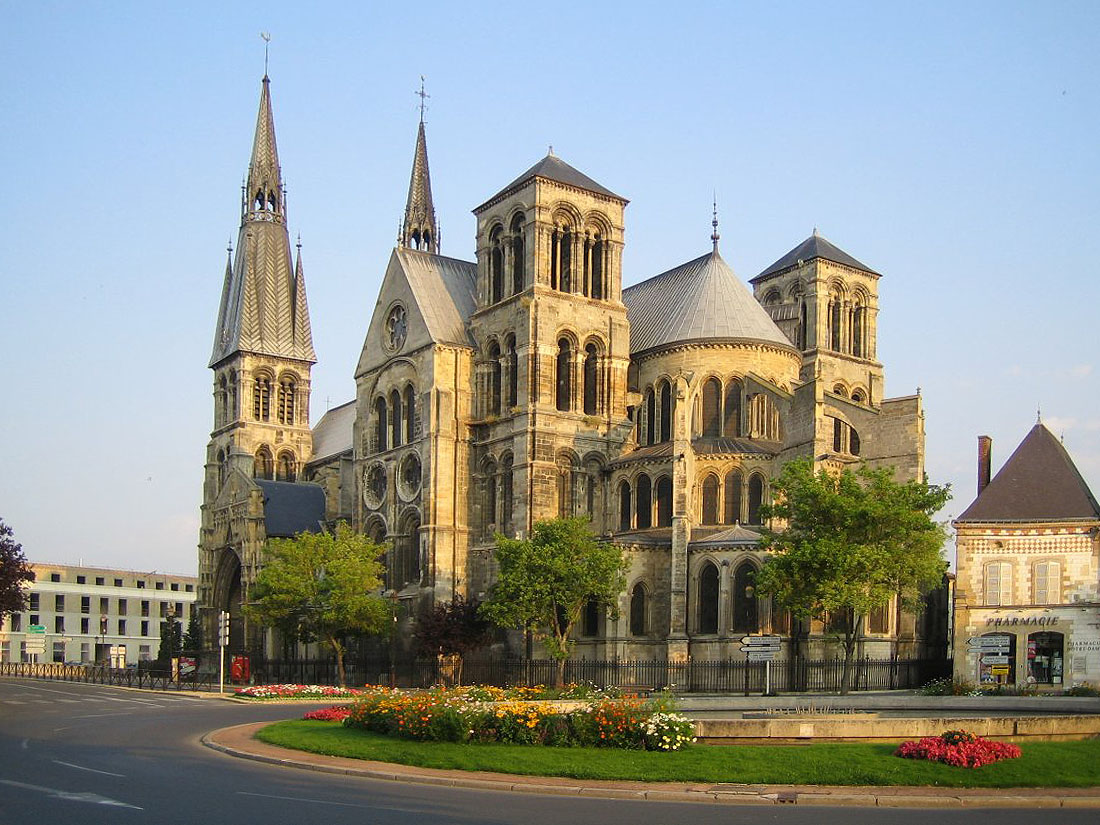
Kościół Notre-Dame en Vaux
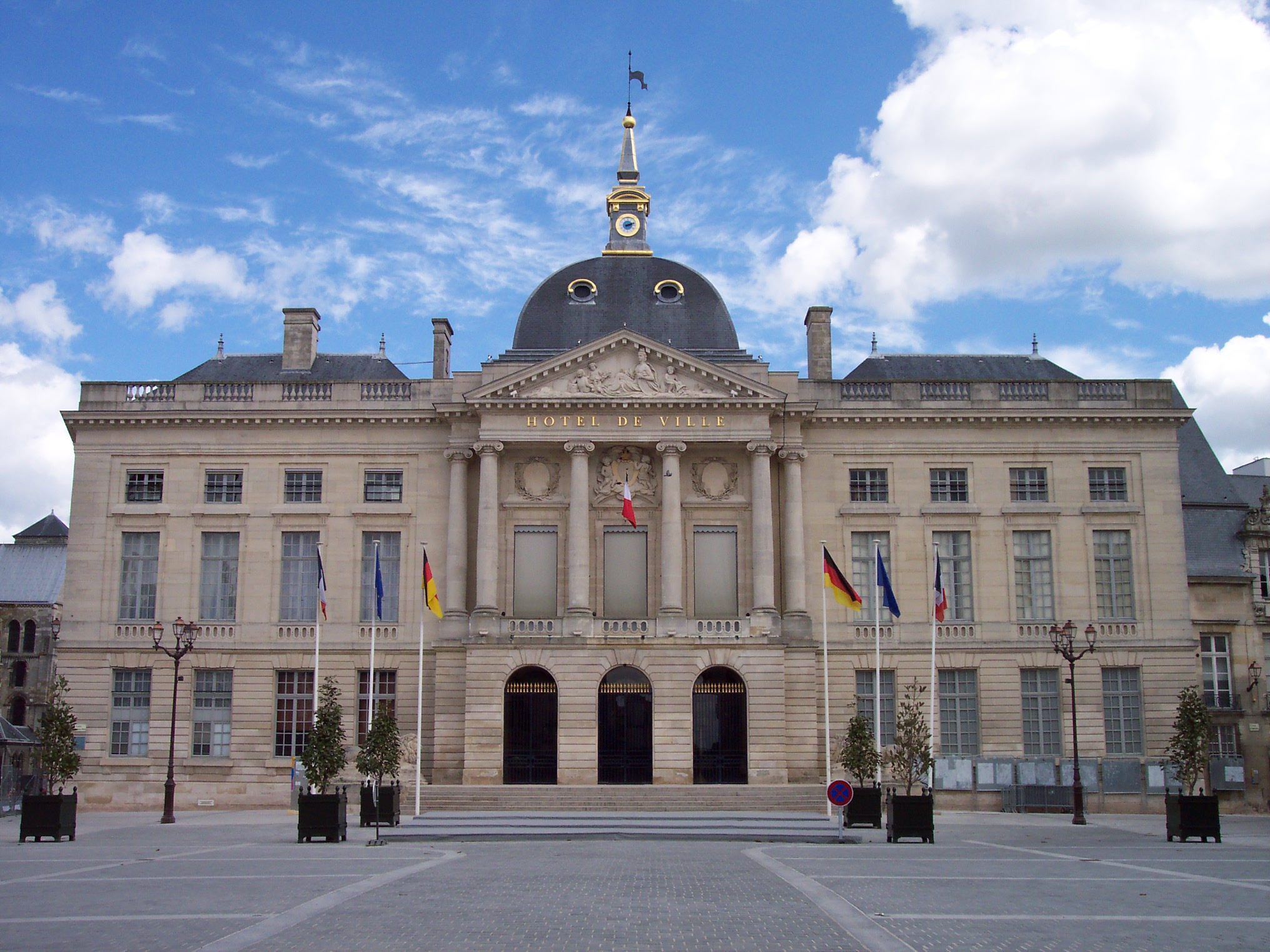
Ratusz
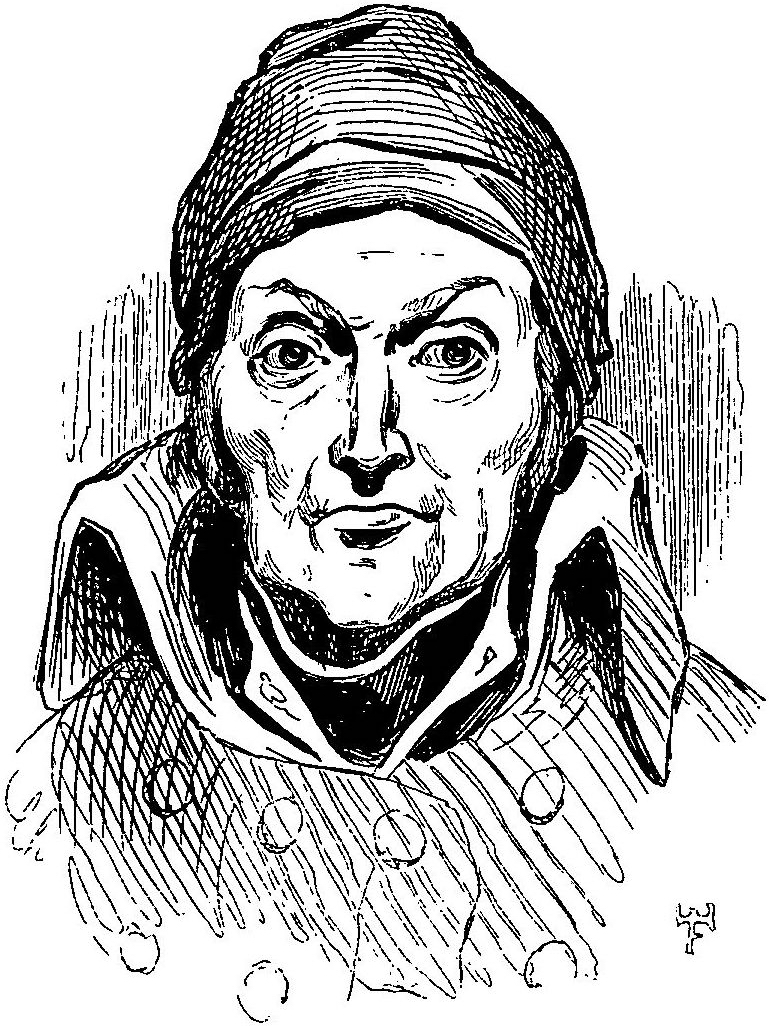
Nicolas Appert